# Овчаркин, Владимир Прокофьевич
Владимир Прокофьевич Овчаркин (10 апреля 1910 — 1 октября 1995) — участник Великой Отечественной войны, командир орудия взвода противотанковых орудий 340-го гвардейского стрелкового полка 121-й гвардейской стрелковой дивизии, гвардии сержант. Герой Советского Союза.

## Биография
Родился 10 апреля 1910 года в селе Стародубове Донецкого округа области Войска Донского, ныне Каменского района Ростовской области.
В 1932—1935 годах проходил срочную службу в Красной Армии. На фронтах Великой Отечественной войны с марта 1942 года. Принимал участие в боевых действиях на Центральном, 1-м и 2-м Украинском фронтах на Курской дуге, по освобождению Украины, Польши, Чехословакии, Германии.
Указом Президиума Верховного Совета СССР от 10 апреля 1945 года за отвагу и героизм, проявленные при форсировании реки Одер, захвате и удержании плацдарма на западном берегу реки Одер, гвардии сержанту Овчаркину Владимиру Прокофьевичу присвоено звание Героя Советского Союза с вручением ордена Ленина и медали «Золотая Звезда».
С 1955 года жил в Оренбурге, работал мастером электромонтажного поезда (трест «Оренбургтрансстрой»). В 1991 году переехал в Волгодонск (Ростовская область).

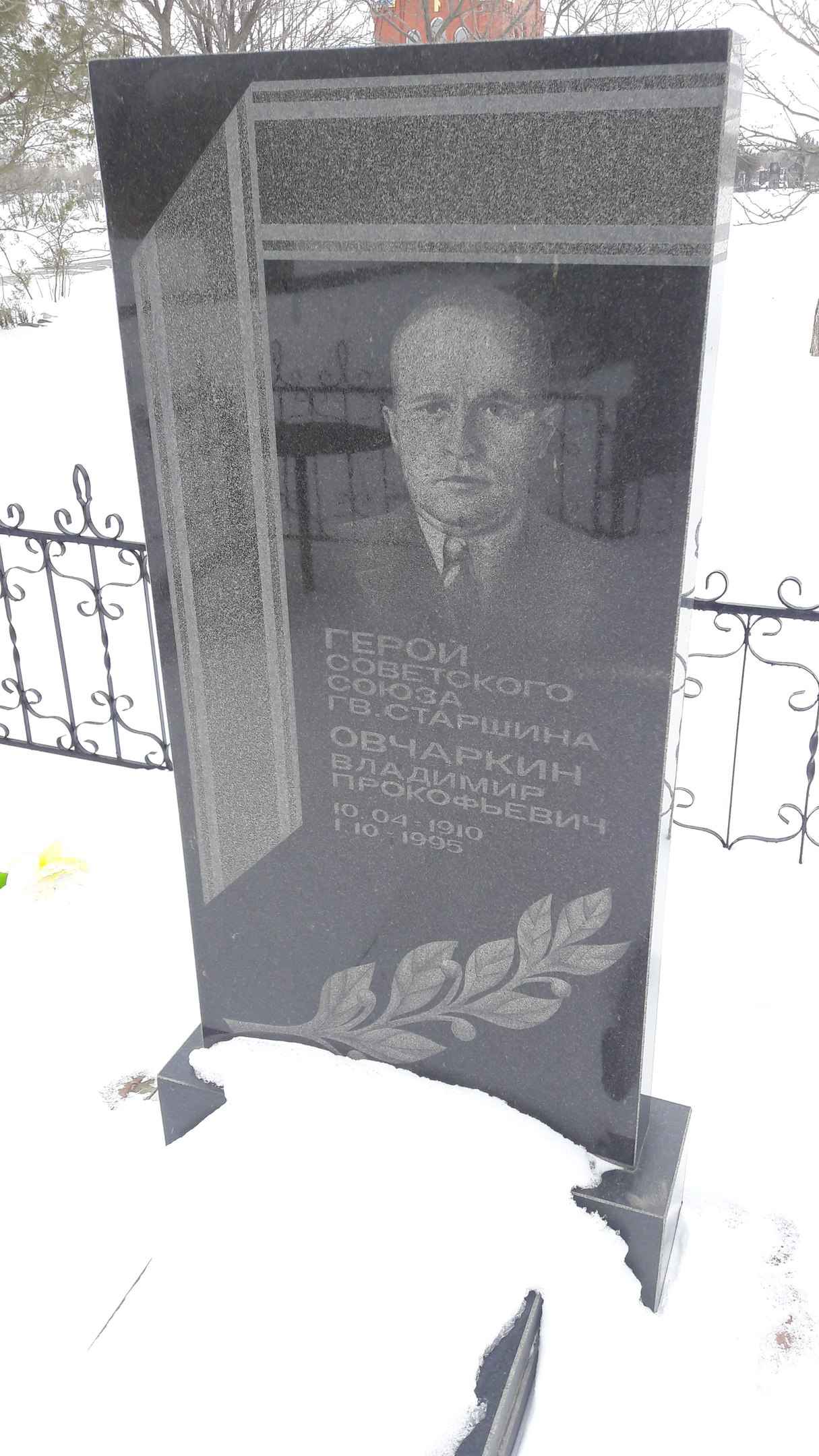
Памятник на могиле Героя Советского Союза В. П. Овчаркина на Новом кладбище Волгодонска

Умер 1 октября 1995 года.